# Liste der Sieger der Deutschland Tour
Die Sieger der Deutschland Tour mit den Gewinnern der Bergwertung (seit 1939), der Sprintwertung (seit 1955) und der Nachwuchswertung (seit 2006).
| Jahr    | Sieger                                            | Bergwertung                                       | Sprintwertung                                     | Nachwuchswertung                                  |
| ------- | ------------------------------------------------- | ------------------------------------------------- | ------------------------------------------------- | ------------------------------------------------- |
| 1911    | Hans Ludwig                                       |                                                   |                                                   |                                                   |
| 1912–21 | (keine Austragung)                                | (keine Austragung)                                | (keine Austragung)                                | (keine Austragung)                                |
| 1922    | Adolf Huschke                                     |                                                   |                                                   |                                                   |
| 1923–26 | (keine Austragung)                                | (keine Austragung)                                | (keine Austragung)                                | (keine Austragung)                                |
| 1927    | Rudolf Wolke                                      |                                                   |                                                   |                                                   |
| 1928–29 | (keine Austragung)                                | (keine Austragung)                                | (keine Austragung)                                | (keine Austragung)                                |
| 1930    | Hermann Buse                                      |                                                   |                                                   |                                                   |
| 1931    | Erich Metze                                       |                                                   |                                                   |                                                   |
| 1932–36 | (keine Austragung)                                | (keine Austragung)                                | (keine Austragung)                                | (keine Austragung)                                |
| 1937    | Otto Weckerling                                   |                                                   |                                                   |                                                   |
| 1938    | Hermann Schild                                    |                                                   |                                                   |                                                   |
| 1939    | Georg Umbenhauer                                  | Robert Zimmermann                                 |                                                   |                                                   |
| 1940–46 | Zweiter Weltkrieg (keine Austragung)              | Zweiter Weltkrieg (keine Austragung)              | Zweiter Weltkrieg (keine Austragung)              | Zweiter Weltkrieg (keine Austragung)              |
| 1947    | Erich Bautz                                       |                                                   |                                                   |                                                   |
| 1948    | Philipp Hilbert                                   |                                                   |                                                   |                                                   |
| 1949    | Harry Saager                                      | Erich Bautz                                       |                                                   |                                                   |
| 1950    | Roger Gyselinck                                   | Désiré Keteleer                                   |                                                   |                                                   |
| 1951    | Guido De Santi                                    | Edward Peeters                                    |                                                   |                                                   |
| 1952    | Isidore De Ryck                                   | Kurt Schneider                                    |                                                   |                                                   |
| 1953–54 | (keine Austragung)                                | (keine Austragung)                                | (keine Austragung)                                | (keine Austragung)                                |
| 1955    | Rudi Theissen                                     | Hans Preiskeit                                    | Rudi Theissen                                     |                                                   |
| 1956–59 | (keine Austragung)                                | (keine Austragung)                                | (keine Austragung)                                | (keine Austragung)                                |
| 1960    | Ab Geldermans                                     |                                                   |                                                   |                                                   |
| 1961    | Friedhelm Fischerkeller                           |                                                   |                                                   |                                                   |
| 1962    | Peter Post                                        |                                                   |                                                   |                                                   |
| 1963–78 | (keine Austragung)                                | (keine Austragung)                                | (keine Austragung)                                | (keine Austragung)                                |
| 1979    | Dietrich Thurau                                   | Francesco Moser                                   | Horst Schütz                                      |                                                   |
| 1980    | Gregor Braun                                      | Tommy Prim                                        | Werner Devos                                      |                                                   |
| 1981    | Silvano Contini                                   | Daniel Gisiger                                    | Gregor Braun                                      |                                                   |
| 1982    | Theo de Rooij                                     |                                                   |                                                   |                                                   |
| 1983–98 | (keine Austragung)                                | (keine Austragung)                                | (keine Austragung)                                | (keine Austragung)                                |
| 1999    | Jens Heppner                                      | Jens Heppner                                      | Erik Zabel                                        |                                                   |
| 2000    | David Plaza                                       | David Plaza                                       | Erik Zabel                                        |                                                   |
| 2001    | Alexander Winokurow                               | Corey Sweet                                       | Erik Zabel                                        |                                                   |
| 2002    | Igor González de Galdeano                         | Gianluca Bortolami                                | Erik Zabel                                        |                                                   |
| 2003    | Michael Rogers                                    | Bram Schmitz                                      | Erik Zabel                                        |                                                   |
| 2004    | Patrik Sinkewitz                                  | Patrik Sinkewitz                                  | Danilo Hondo                                      |                                                   |
| 2005    | Levi Leipheimer                                   | Levi Leipheimer                                   | Daniele Bennati                                   |                                                   |
| 2006    | Jens Voigt                                        | Sebastian Lang                                    | Erik Zabel                                        | Wladimir Gussew                                   |
| 2007    | Jens Voigt                                        | Niki Terpstra                                     | Erik Zabel                                        | Robert Gesink                                     |
| 2008    | Linus Gerdemann                                   | Daniel Musiol                                     | Thomas Lövkvist                                   | Thomas Lövkvist                                   |
| 2009–17 | (keine Austragung)                                | (keine Austragung)                                | (keine Austragung)                                | (keine Austragung)                                |
| 2018    | Matej Mohorič                                     | Robin Carpenter                                   | Matej Mohorič                                     | Matej Mohorič                                     |
| 2019    | Jasper Stuyven                                    | Magnus Cort Nielsen                               | Sonny Colbrelli                                   | Marc Hirschi                                      |
| 2020    | (keine Austragung aufgrund der COVID-19-Pandemie) | (keine Austragung aufgrund der COVID-19-Pandemie) | (keine Austragung aufgrund der COVID-19-Pandemie) | (keine Austragung aufgrund der COVID-19-Pandemie) |
| 2021    | Nils Politt                                       | Louis Vervaeke                                    | Pascal Ackermann                                  | Georg Zimmermann                                  |
| 2022    | Adam Yates                                        | Jakob Geßner                                      | Pello Bilbao                                      | Georg Zimmermann                                  |
| 2023    | Ilan Van Wilder                                   | Harm Vanhoucke                                    | Ethan Vernon                                      | Ilan Van Wilder                                   |
| 2024    | Mads Pedersen                                     | Jørgen Nordhagen                                  | Jonathan Milan                                    | Tobias Halland Johannessen                        |